# Teleclita dryinopa
Teleclita dryinopa är en fjärilsart som beskrevs av Alan Parkhurst Dodd 1902. Teleclita dryinopa ingår i släktet Teleclita och familjen tandspinnare. Inga underarter finns listade i Catalogue of Life.